# Ibson Barreto da Silva
Ibson Barreto da Silva (São Gonçalo, 7 de novembro de 1983) é um treinador e ex-futebolista brasileiro que atuava como meio-campista. É técnico interino do Amazonas.

## Carreira

### Flamengo
Chegou à Gávea em 1992, com apenas nove anos de idade. Ibson assistiu à conquista do Campeonato Brasileiro daquele ano e passou a rumar os trilhos seguidos por um dos seus ídolos, o ex-jogador Júnior, haja vista que já nas categorias de base, assumiu a condição de habilidoso meio-campista.
Em 2003, seu último passo na base, antes de se profissionalizar, faturou a Taça Belo Horizonte de Juniores. No mesmo ano, Ibson ascendeu então à equipe principal do Flamengo. Sem demora, garantiu seu espaço entre os titulares e, um ano mais tarde, já era considerado um dos  grandes destaques do time, na conquista do Campeonato Carioca de futebol de 2004.
Em 2004, conquistou a Taça Guanabara e o Campeonato Carioca, além de ter sido vice-campeão da Copa do Brasil. Seu talento era claro, o que fez abrir os olhos dos clube europeus, de forma que, ainda no fim do ano, o jogador se transferiu para o velho continente, mais especificamente para o Porto, de Portugal, no dia 2 de fevereiro de 2005.

### Porto
De início, Ibson assumiu a vaga de titular no time do Porto, contudo, após a chegada do técnico holandês Co Adriaanse, e da contratação do argentino Lucho González, acabou perdendo seu prestígio no time. Para piorar sua vida, Ibson também veio a sofrer duas graves lesões, que o colocaram no banco de reservas por quase toda a temporada de 2006.

### Retorno ao Flamengo
Em baixa com o clube português, foi cedido ao Flamengo na metade de 2007, chegando por empréstimo. De volta às raízes, Ibson reencontrou o seu melhor futebol, tanto que, ao término do ano, acabou sendo eleito o melhor meia-direita no Prêmio Craque do Brasileirão.
Em 2008, depois de conseguir o seu bicampeonato Carioca, Ibson viu o Flamengo ser eliminado traumaticamente da Libertadores. Apostando todas as fichas no Campeonato Brasileiro, outro revés poderia tê-lo acompanhado, uma vez que seu contrato estava prestes a vencer e o rubro-negro provavelmente não conseguiria renová-lo. E com o fim do contrato de empréstimo de Ibson ao Flamengo, muitos clubes despertaram desejo em contratá-lo; o Flamengo tentou uma renovação, mas o Porto recebia propostas valiosas pelo jogador. Depois de uma semana, no dia 7 de julho, o Flamengo conseguiu renovar seu empréstimo até julho de 2009, pagando cerca de 500 mil reais pela renovação de seu contrato. O jogador foi mantido e lutou até o fim do certame nacional por uma vaga na América.
Em 2009, após o término do contrato de empréstimo, o Flamengo fez um esforço para contar com Ibson em definitivo, oferecendo ao Porto um valor de 3,2 milhões de euros por um contrato de cinco anos. Apesar do esforço, os portugueses consideraram o valor muito baixo e recusaram a proposta do rubro-negro. Mediante à recusa do Porto, os dirigentes do Flamengo anunciaram que não poderiam aumentar a proposta, e que com isso o jogador seria devolvido ao Porto. Sua última partida na sua segunda passagem pelo Flamengo, contra o Vitória no dia 4 de julho. Na ocasião específica da partida contra o Vitória, apesar de ter perdido um pênalti, o jogador foi ovacionado pela torcida.

### Spartak Moscou
Quando saiu do Fla, o jogador acertou um contrato com o Spartak Moscou. Os valores oferecidos pelo clube europeu giraram em torno de, pelo menos, 6 milhões de reais a mais. Ibson foi contratado pela equipe russa por 5 milhões de euros (cerca de 13 milhões de reais).

### Santos
Em 15 de julho de 2011, após dois anos no Spartak, o Santos anunciou oficialmente a contratação do jogador. Com a vaga para o Mundial de Clubes assegurada graças a conquista da Copa Libertadores da América, o clube pagou cerca de 9 milhões de reais pelo jogador.
Estreou em 27 de julho, curiosamente contra o clube que o revelou, o Flamengo, em jogo válido pela 12ª rodada do Campeonato Brasileiro. Num jogo emocionante, o Flamengo sagrou-se vencedor por 5 a 4.

### Retorno ao Flamengo em 2012
Após ter preferido o Santos, mas ter ficado sem espaço no clube paulista, onde era reserva, foi necessário quase um mês de negociação, na qual Ibson não aceitava reduzir o salário que recebia na Vila Belmiro, para que o meia chegasse ao Rio em uma troca envolvendo os jogadores Rafael Galhardo e David Braz na qual o Flamengo assumiu a dívida do Santos com o Spartak Moscou.
| “                                          | Estava com saudades. (...) quando meu pai me ligou, disse a ele que não precisava pensar duas vezes. Pode assinar, passar a caneta. Não deveria ter saído daqui, é um clube maravilhoso, minha casa, conheço todo mundo. Muito feliz por estar voltando. Espero voltar a treinar logo e estar com meus companheiros para jogar. | ” |
| — Ibson, em sua coletiva de reapresentação | |   |

Em março de 2013, prestes a ser dispensado pelo clube, que não estava interessado em mantê-lo ao restante da temporada, Ibson se queixou da possibilidade do Flamengo parcelar uma dívida que poderia chegar a 900 mil reais em 24 parcelas. O meio-campista chegou a declarar: "em várias vezes não dá. Parece que sou Casas Bahia!", em referência à loja conhecida por realizar crediários.

### Corinthians
O interesse do Corinthians em Ibson começou logo após o Campeonato Paulista de 2013; por conta disso, o meia rescindiu seu compromisso com o Flamengo no início de junho. Antes, o jogador já havia viajado a São Paulo para fazer exames médicos e adiantar os trâmites com o Timão.

### Bologna
Em 31 de janeiro de 2014, último dia da janela europeia, Ibson rescindiu seu contrato com o Corinthians e transferiu-se para o Bologna, da Itália.

### Sport
No dia 12 de agosto de 2014, o Sport acertou o empréstimo de Ibson, conjuntamente com Diego Souza, para a disputa do restante do Campeonato Brasileiro e da Copa Sul-Americana. Após atuar em 18 partidas, na maioria das vezes como reserva, em dezembro o clube anunciou que não renovaria com o volante, e assim o jogador deixou a equipe pernambucana.

### Minnesota
Em 24 de fevereiro de 2015, acertou com Minnesota United, clube que disputa a Major League Soccer.

### Tombense
Em 29 de maio de 2019 acertou com o Tombense, para a disputa do Brasileirão Série C. Pelo clube mineiro, Ibson acabaria protagonizando um inusitado fato: em 21 de julho de 2019, o meio-campista seria advertido com um cartão amarelo durante uma partida diante do Luverdense após trocar o seu calção rasgado à beira do campo.
Em 2020, o jogador foi eleito craque e para a seleção do Campeonato Mineiro, após ser primordial na campanha do Tombense, que foi vice-campeão estadual naquele ano. Além disso, foi eleito o "Craque do Interior" na votação feita pelo portal ge.

### Amazonas
Após o destaque no ano passado no Tombense,  foi anunciado pelo Amazonas no dia 16 de janeiro se 2021, depois das conversas com o clube se estenderem desde o final do ano passado. Assinou contrato até o final do estadual, para a disputa so campeonato amazonense 2020 e 2021.

## Estatísticas
Atualizadas até 16 de abril de 2016

### Clubes
| Clube             | Temporada         | Campeonato nacional | Campeonato nacional | Campeonato nacional | Copa nacional[a] | Copa nacional[a] | Copa nacional[a] | Competições continentais[b] | Competições continentais[b] | Competições continentais[b] | Outros torneios[c] | Outros torneios[c] | Outros torneios[c] | Total | Total | Total   |
| Clube             | Temporada         | Jogos               | Gols                | Assist.             | Jogos            | Gols             | Assist.          | Jogos                       | Gols                        | Assist.                     | Jogos              | Gols               | Assist.            | Jogos | Gols  | Assist. |
| ----------------- | ----------------- | ------------------- | ------------------- | ------------------- | ---------------- | ---------------- | ---------------- | --------------------------- | --------------------------- | --------------------------- | ------------------ | ------------------ | ------------------ | ----- | ----- | ------- |
| Flamengo          | 2003              | 9                   | 0                   | 0                   | —                | —                | —                | —                           | —                           | —                           | —                  | —                  | —                  | 9     | 0     | 0       |
| Flamengo          | 2004              | 42                  | 6                   | 0                   | 10               | 1                | 0                | 2                           | 2                           | 0                           | 12                 | 1                  | 0                  | 66    | 10    | 0       |
| Flamengo          | 2005              | —                   | —                   | —                   | —                | —                | —                | —                           | —                           | —                           | 3                  | 1                  | 0                  | 3     | 1     | 0       |
| Flamengo          | Total             | 51                  | 6                   | 0                   | 10               | 1                | 0                | 2                           | 2                           | 0                           | 15                 | 2                  | 0                  | 78    | 11    | 0       |
| Porto             | 2004–05           | 15                  | 1                   | 0                   | —                | —                | —                | —                           | —                           | —                           | —                  | —                  | —                  | 15    | 1     | 0       |
| Porto             | 2005–06           | 18                  | 1                   | 1                   | 4                | 0                | 0                | 3                           | 0                           | 0                           | —                  | —                  | —                  | 25    | 1     | 1       |
| Porto             | 2006–07           | 13                  | 0                   | 0                   | 2                | 0                | 0                | 2                           | 0                           | 0                           | 0                  | 0                  | 0                  | 17    | 0     | 0       |
| Porto             | Total             | 46                  | 2                   | 1                   | 6                | 0                | 0                | 5                           | 0                           | 0                           | 0                  | 0                  | 0                  | 57    | 2     | 1       |
| Flamengo          | 2007              | 22                  | 6                   | 0                   | —                | —                | —                | —                           | —                           | —                           | —                  | —                  | —                  | 22    | 6     | 0       |
| Flamengo          | 2008              | 32                  | 11                  | 5                   | —                | —                | —                | 7                           | 0                           | 2                           | 15                 | 4                  | 0                  | 54    | 15    | 7       |
| Flamengo          | 2009              | 9                   | 0                   | 4                   | 6                | 0                | 0                | —                           | —                           | —                           | 17                 | 1                  | 0                  | 32    | 1     | 4       |
| Flamengo          | Total             | 63                  | 17                  | 9                   | 6                | 0                | 0                | 7                           | 0                           | 2                           | 32                 | 5                  | 0                  | 108   | 22    | 11      |
| Spartak Moscou    | 2009              | 6                   | 0                   | 0                   | 1                | 0                | 0                | —                           | —                           | —                           | —                  | —                  | —                  | 7     | 0     | 0       |
| Spartak Moscou    | 2010              | 28                  | 2                   | 4                   | —                | —                | —                | 6                           | 2                           | 0                           | —                  | —                  | —                  | 34    | 4     | 4       |
| Spartak Moscou    | 2011              | 10                  | 1                   | 0                   | 3                | 1                | 0                | 4                           | 0                           | 0                           | —                  | —                  | —                  | 17    | 2     | 0       |
| Spartak Moscou    | Total             | 44                  | 3                   | 4                   | 4                | 1                | 0                | 10                          | 2                           | 0                           | 0                  | 0                  | 0                  | 58    | 6     | 4       |
| Santos            | 2011              | 19                  | 0                   | 0                   | —                | —                | —                | —                           | —                           | —                           | 2                  | 0                  | 0                  | 21    | 0     | 0       |
| Santos            | 2012              | —                   | —                   | —                   | —                | —                | —                | 8                           | 0                           | 0                           | 19                 | 4                  | 1                  | 27    | 4     | 1       |
| Santos            | Total             | 19                  | 0                   | 0                   | 0                | 0                | 0                | 8                           | 0                           | 0                           | 21                 | 4                  | 1                  | 48    | 4     | 1       |
| Flamengo          | 2012              | 33                  | 1                   | 7                   | —                | —                | —                | —                           | —                           | —                           | 1                  | 0                  | 0                  | 34    | 1     | 7       |
| Flamengo          | 2013              | —                   | —                   | —                   | —                | —                | —                | —                           | —                           | —                           | 13                 | 1                  | 1                  | 13    | 1     | 1       |
| Flamengo          | Total             | 33                  | 1                   | 7                   | 0                | 0                | 0                | 0                           | 0                           | 0                           | 14                 | 1                  | 1                  | 47    | 2     | 8       |
| Corinthians       | 2013              | 20                  | 0                   | 0                   | 3                | 0                | 1                | 2                           | 0                           | 0                           | —                  | —                  | —                  | 25    | 0     | 1       |
| Corinthians       | 2014              | —                   | —                   | —                   | —                | —                | —                | —                           | —                           | —                           | 1                  | 0                  | 0                  | 1     | 0     | 0       |
| Corinthians       | Total             | 20                  | 0                   | 0                   | 3                | 0                | 1                | 2                           | 0                           | 0                           | 1                  | 0                  | 0                  | 26    | 0     | 1       |
| Bologna           | 2013–14           | 10                  | 0                   | 0                   | —                | —                | —                | —                           | —                           | —                           | —                  | —                  | —                  | 10    | 0     | 0       |
| Bologna           | Total             | 10                  | 0                   | 0                   | 0                | 0                | 0                | 0                           | 0                           | 0                           | 0                  | 0                  | 0                  | 10    | 0     | 0       |
| Sport             | 2014              | 16                  | 0                   | 0                   | —                | —                | —                | 2                           | 0                           | 0                           | —                  | —                  | —                  | 18    | 0     | 0       |
| Sport             | Total             | 16                  | 0                   | 0                   | 0                | 0                | 0                | 2                           | 0                           | 0                           | 0                  | 0                  | 0                  | 18    | 0     | 0       |
| Minnesota United  | 2015              | 26                  | 6                   | 4                   | 1                | 0                | 0                | —                           | —                           | —                           | —                  | —                  | —                  | 27    | 6     | 4       |
| Minnesota United  | 2016              | 1                   | 0                   | 0                   | —                | —                | —                | —                           | —                           | —                           | —                  | —                  | —                  | 1     | 0     | 0       |
| Minnesota United  | Total             | 27                  | 6                   | 4                   | 1                | 0                | 0                | 0                           | 0                           | 0                           | 0                  | 0                  | 0                  | 28    | 6     | 4       |
| Total na carreira | Total na carreira | 329                 | 35                  | 25                  | 30               | 2                | 1                | 36                          | 4                           | 2                           | 83                 | 12                 | 2                  | 478   | 53    | 30      |

- a. ^ Jogos da Copa do Brasil, Taça de Portugal, Supertaça de Portugal, Copa da Rússia e Copa dos Estados Unidos
- a. ^ Jogos da Copa Sul-Americana, Liga dos Campeões da UEFA, Copa Libertadores, Liga Europa da UEFA e Recopa Sul-Americana
- a. ^ Jogos do Campeonato Carioca, Copa Finta Internacional, Supertaça Cândido de Oliveira, Campeonato Paulista, Copa do Mundo de Clubes da FIFA e Amistoso

|             | Data                    | Local                                                   | Resultado | Adversário          | Gols | Assist. | Competição                    |
| ----------- | ----------------------- | ------------------------------------------------------- | --------- | ------------------- | ---- | ------- | ----------------------------- |
| Santos      |                         |                                                         |           |                     |      |         |                               |
|             | 30 de março de 2012     | Vila Belmiro, Santos, Brasil                            | 5–0       | Guaratinguetá       | 0    | 1       | Campeonato Paulista de 2012   |
| Flamengo    |                         |                                                         |           |                     |      |         |                               |
| 384.        | 19 de janeiro de 2013   | Nilton Santos, Rio de Janeiro, Brasil                   | 2–0       | Quissamã            | 0    | 0       | Campeonato Carioca de 2013    |
| 385.        | 23 de janeiro de 2013   | Conselheiro Galvão, Rio de Janeiro, Brasil              | 1–1       | Madureira           | 0    | 0       | Campeonato Carioca de 2013    |
| 386.        | 27 de janeiro de 2013   | Moça Bonita, Rio de Janeiro, Brasil                     | 1–0       | Volta Redonda       | 0    | 0       | Campeonato Carioca de 2013    |
| 387.        | 31 de janeiro de 2013   | Nilton Santos, Rio de Janeiro, Brasil                   | 4–2       | Vasco da Gama       | 0    | 0       | Campeonato Carioca de 2013    |
| 388.        | 3 de fevereiro de 2013  | Nilton Santos, Rio de Janeiro, Brasil                   | 1–0       | Nova Iguaçu         | 0    | 0       | Campeonato Carioca de 2013    |
| 389.        | 6 de fevereiro de 2013  | Moacyrzão, Macaé, Brasil                                | 4–0       | Friburguense        | 0    | 1       | Campeonato Carioca de 2013    |
| 390.        | 17 de fevereiro de 2013 | Nilton Santos, Rio de Janeiro, Brasil                   | 1–0       | Botafogo            | 0    | 0       | Campeonato Carioca de 2013    |
| 391.        | 23 de fevereiro de 2013 | Raulino de Oliveira, Volta Redonda, Brasil              | 2–0       | Olaria              | 0    | 0       | Campeonato Carioca de 2013    |
| 392.        | 3 de março de 2013      | Nilton Santos, Rio de Janeiro, Brasil                   | 0–2       | Botafogo            | 0    | 0       | Campeonato Carioca de 2013    |
| 393.        | 13 de março de 2013     | Nilton Santos, Rio de Janeiro, Brasil                   | 2–3       | Resende             | 0    | 0       | Campeonato Carioca de 2013    |
| 394.        | 23 de março de 2013     | Nilton Santos, Rio de Janeiro, Brasil                   | 0–0       | Boavista            | 0    | 0       | Campeonato Carioca de 2013    |
| 395.        | 31 de março de 2013     | Moça Bonita, Rio de Janeiro, Brasil                     | 1–2       | Audax Rio           | 0    | 0       | Campeonato Carioca de 2013    |
| 396.        | 6 de abril de 2013      | Moça Bonita, Rio de Janeiro, Brasil                     | 1–1       | Duque de Caxias     | 0    | 0       | Campeonato Carioca de 2013    |
| Corinthians |                         |                                                         |           |                     |      |         |                               |
| 397.        | 8 de junho de 2013      | Pacaembu, São Paulo, Brasil                             | 0–0       | Portuguesa          | 0    | 0       | Campeonato Brasileiro de 2013 |
| 398.        | 3 de julho de 2013      | Morumbi, São Paulo, Brasil                              | 2–1       | São Paulo           | 0    | 0       | Recopa Sul-Americana de 2013  |
| 399.        | 7 de julho de 2013      | Arena Fonte Nova, Salvador, Brasil                      | 2–0       | Bahia               | 0    | 0       | Campeonato Brasileiro de 2013 |
| 400.        | 14 de julho de 2013     | Pacaembu, São Paulo, Brasil                             | 0–1       | Atlético Mineiro    | 0    | 0       | Campeonato Brasileiro de 2013 |
| 401.        | 17 de julho de 2013     | Pacaembu, São Paulo, Brasil                             | 2–0       | São Paulo           | 0    | 0       | Recopa Sul-Americana de 2013  |
| 402.        | 21 de julho de 2013     | Durival de Britto, Curitiba, Brasil                     | 1–1       | Atlético Paranaense | 0    | 0       | Campeonato Brasileiro de 2013 |
| 403.        | 4 de agosto de 2013     | Heriberto Hülse, Criciúma, Brasil                       | 2–0       | Criciúma            | 0    | 0       | Campeonato Brasileiro de 2013 |
| 404.        | 7 de agosto de 2013     | Vila Belmiro, Santos, Brasil                            | 1–1       | Santos              | 0    | 0       | Campeonato Brasileiro de 2013 |
| 405.        | 11 de agosto de 2013    | Pacaembu, São Paulo, Brasil                             | 2–0       | Vitória             | 0    | 0       | Campeonato Brasileiro de 2013 |
| 406.        | 15 de agosto de 2013    | Maracanã, Rio de Janeiro, Brasil                        | 0–0       | Fluminense          | 0    | 0       | Campeonato Brasileiro de 2013 |
| 407.        | 18 de agosto de 2013    | Pacaembu, São Paulo, Brasil                             | 1–0       | Coritiba            | 0    | 0       | Campeonato Brasileiro de 2013 |
| 408.        | 21 de agosto de 2013    | Passo das Emas, Lucas do Rio Verde, Brasil              | 0–1       | Luverdense          | 0    | 0       | Copa do Brasil de 2013        |
| 409.        | 25 de agosto de 2013    | Mané Garrincha, Brasília, Brasil                        | 1–1       | Vasco da Gama       | 0    | 0       | Campeonato Brasileiro de 2013 |
| 410.        | 28 de agosto de 2013    | Pacaembu, São Paulo, Brasil                             | 2–0       | Luverdense          | 0    | 1       | Copa do Brasil de 2013        |
| 411.        | 1 de setembro de 2013   | Pacaembu, São Paulo, Brasil                             | 4–0       | Flamengo            | 0    | 0       | Campeonato Brasileiro de 2013 |
| 412.        | 4 de setembro de 2013   | Estádio do Vale, Novo Hamburgo, Brasil                  | 0–1       | Internacional       | 0    | 0       | Campeonato Brasileiro de 2013 |
| 413.        | 8 de setembro de 2013   | Pacaembu, São Paulo, Brasil                             | 0–0       | Náutico             | 0    | 0       | Campeonato Brasileiro de 2013 |
| 414.        | 15 de setembro de 2013  | Pacaembu, São Paulo, Brasil                             | 1–2       | Goiás               | 0    | 0       | Campeonato Brasileiro de 2013 |
| 415.        | 25 de setembro de 2013  | Pacaembu, São Paulo, Brasil                             | 0–0       | Grêmio              | 0    | 0       | Copa do Brasil de 2013        |
| 416.        | 29 de setembro de 2013  | Morenão, Campo Grande, Brasil                           | 0–4       | Portuguesa          | 0    | 0       | Campeonato Brasileiro de 2013 |
| 417.        | 6 de outubro de 2013    | Independência, Belo Horizonte, Brasil                   | 0–0       | Atlético Mineiro    | 0    | 0       | Campeonato Brasileiro de 2013 |
| 418.        | 13 de outubro de 2013   | Morumbi, São Paulo, Brasil                              | 0–0       | São Paulo           | 0    | 0       | Campeonato Brasileiro de 2013 |
| 419.        | 16 de outubro de 2013   | Arena do Grêmio, Porto Alegre, Brasil                   | 0–1       | Grêmio              | 0    | 0       | Campeonato Brasileiro de 2013 |
| 420.        | 13 de novembro de 2013  | Couto Pereira, Curitiba, Brasil                         | 1–0       | Coritiba            | 0    | 0       | Campeonato Brasileiro de 2013 |
| 421.        | 7 de dezembro de 2013   | Itaipava Arena Pernambuco, São Lourenço da Mata, Brasil | 0–1       | Náutico             | 0    | 0       | Campeonato Brasileiro de 2013 |
| 422.        | 25 de janeiro de 2014   | Pacaembu, São Paulo, Brasil                             | 0–1       | São Bernardo        | 0    | 0       | Campeonato Paulista de 2014   |

## Títulos
Flamengo
- Campeonato Brasileiro: 2009
- Campeonato Carioca: 2004, 2008 e 2009
- Taça Guanabara: 2004, 2008
- Taça Rio: 2009
- Torneio Super Clássicos: 2013
- Taça Belo Horizonte: 2003
- Taça Desafio 50 Anos da Petrobrás: 2003
- Troféu 100 Anos Souza Aguiar: 2007
- Troféu CBF: 2007
- Troféu Camisa 12: 2007
- Troféu 80 Anos da Estação Primeira Mangueira: 2008
- Troféu Rei do Rio: 2009

Porto
- Campeonato Português: 2005-06 e 2006-07
- Taça de Portugal: 2005-06
- Supertaça de Portugal: 2005-06
- Copa Bes: 2006-07
- Troféu Thomas Cook: 2005

Santos
- Campeonato Paulista: 2012

Corinthians
- Recopa Sul-Americana: 2013

### Prêmios individuais
- Prêmio Craque do Brasileirão - Melhor Meia Direita: 2007
- Seleção do Campeonato Brasileiro: 2007
- Craque do Campeonato Mineiro: 2020
- Seleção do Campeonato Mineiro: 2020